# Гёллер, Готлиб
Готлиб Гёллер (нем. Gottlieb Göller; 31 мая 1935 года, Нюрнберг, Германия — 27 августа 2004 года, Базель, Швейцария) — немецкий футболист и тренер.

## Биография
В качестве футболиста выступал за ряд немецких клубов. После завершения карьеры уехал работать инженером в Африку. В 1972 году его попросили возглавить Того, с которой Гёллер работал на ее дебютном Кубке африканских наций. Немец также возглавлял нигерийский клуб «Юлиус Бергер». В 1981 году наставник в одном матче руководил национальной сборной этой страны. Позднее он три раза назначался главным тренером Того. По мнению советского специалиста Олега Лапшина, в своей работе с нею Гёллер придерживался оборонительной тактики, оставляя впереди всего одного форварда.